# Бочоришвілі Вахтанг Гаврилович
Бочорішвілі Вахтанг Гаврилович (25 березня 1924, с. Гелаті, Кахетія, Грузія – 11 вересня 2002, Тбілісі, Грузія) – інфекціонист, лікар-сепсисолог, доктор медичних наук (1968), Міністр охорони здоров’я Грузії (1970–1973), Заслужений діяч науки Грузинської РСР (1982), лауреат Державної премії ГРСР (1985), член-корреспондент РАМН СРСР (1988), засновник і директор Грузинського республіканського протисепсисного центру (1979–2000).

## Біографія
Бочорішвілі Вахтанг Гавриловичнародився 25 березня 1924 року у селищі Гелаті Лагодехського муніципалітету в Кахетинському регіоні Грузії, в сім’ї вчителя російської мови та літератури. З дитинства вивчав класичні твори національної та російської прози та поезії. У вихованні Вахтанга великий вплив мала родина та мистецьке оточення: його старша сестра – професійна співачка, а молодша сестра – актриса. З 14 років Вахтанг працював в декількох театрах: 1938-1939 – актор драматичного театру Телаві. 1939-1940 – технічний директор драматичного театру Телаві. З відзнакою закінчивши школу в 1940 році, юнак вступив на режисерський факультет Тбіліського театрального інституту, але через хворобу Бочорішвілі не закінчив його. Встиг попрацювати в декількох театрах, відточуючи свій режисерський стиль. З 1942 року – режисер у театрах Тбілісі та Сухумі. У Тбілісі Бочорішвілі зустрів свого старого друга, який умовив його вступати до медичного інституту, чим змінив подальшу долю Вахтанга Гавриловича.
У 1945 році Бочорішвілі вступив до Харківського медичного інституту на санітарно-гігієнічний факультет. Навчаючись на другому курсі, В.Г. Бочорішвілі став Сталінським стипендіатом. Його зацікавила інфекційна патологія. На останніх курсах він був старостою наукового гуртка, і студента-випускника рекомендували на наукову роботу на профільній кафедрі відомого інфекціоніста І.Р. Брауде, якого він до кінця життя вважав своїм вчителем.
Після закінчення інституту, з 1951 року, Бочорішвілі було направлено до Чимкентської районної лікарні (Казахстан), де він працював завідувачем інфекційного відділення. У 1952 році призваний на військову службу, яку проходив у Москві. В подальшому його життєву позицію визначали Військово-медична академія  ім. С.М. Кірова (ВМА ), госпіталь Балтійського флоту в Талліні, а в 1956 році його знову переведено до Ленінграду у ВМА.
У 1969 році Вахтанг Гаврилович повернувся на батьківщину в Тбілісі, де за конкурсом очолив кафедру інфекційних хвороб Інституту удосконалення лікарів МОЗ СРСР.
У 1970 році під час епідемії холери на півдні Радянського Союзу він вперше застосував сольовий розчин Філіпса для лікування пацієнтів, що принесло революційні результати: за весь час епідемії жодного смертельного випадку зареєстровано не було. І незабаром, після перемоги над особливо небезпечною інфекцією, В.Г. Бочорішвілі призначили Міністром охорони здоров’я Грузії (1970-1973). У 1982 році був призначен заступником начальника 4-го головного управління по лікувальній работі при Мінздраві ГССР.
Розробив і впровадив критерії клінічної діагностики раннього дитячого сальмонельозу, які забезпечили суттєве зниження смертності маленьких пацієнтів. Паралельно вивчав питання сепсису та заснував нову медичну дисципліну – сепсісологію. Бочорішвілі дав найточніше визначення сепсису.
Завдяки Вахтангу Гавриловичу, в 1979 році в Грузії був створений перший в СРСР протисепсисний центр, керівником якого майже до кінця життя залишався Вахтанг Гаврилович, і який зараз носить його ім’я.
У 1985 році Бочорішвілі і група вчених отримали Державну премію ГРСР «За створення нової, раніше не існуючої ефективної протисепсисної організації в галузі охорони здоров’я». У 1988 році Бочорішвілі В.Г. було обрано членом-кореспондентом Російської Академії медичних наук.  З 1999 року – член Парламента Грузії .
11 вересня 2002 року Бочорішвілі Вахтанг Гаврилович помер. Похований в Дідубійському пантеоні в місті Тбілісі (Грузія).

## Наукові праці
Професор В.Г. Бочорішвілі є автором 7 монографій і понад 300 наукових праць, багатьох публіцистичних статей, які стосуються проблем сепсису та суміжних з ним захворювань, атеросклерозу, питань щодо холери, псевдотуберкульозу та інших інфекційних захворювань.
Найбільш відомі праці:
- Бочоришвили В. Г. Ангина и функциональное состояние сердечно-сосудистой системы / В. Г. Бочоришвили. – Ленинград : М  едгиз, 1963. – 112 с.
- Бочоришвили В. Г. Патология внутренних органов у больных ангиной и хроническим тонзиллитом : монография / В. Г. Бочоришвили. – Ленинград : Медицина, 1971. – 239 с.
- Бочоришвили В. Г. Сепсисология / В. Г. Бочоришвили. – Тбилиси : Мецниереба, 1988. – 807 с.
- Диагностика и лечение сепсиса : метод. рекомендации / [сост.: В. Г. Бочоришвили [и др.] ; М-во здравоохранения ГССР. – Тбилиси, 1981. – 56 с.
- Матковский В. С. Псевдотуберкулез / В. С. Матковский, В. С. Антонов, В. Г. Бочоришвили. – Тбилиси : Сабчота Сакартвело, 1976. – 100 с.
- Сепсисология с основами инфекционной патологии / Т. В. Бочоришвили, А. А. Бохуа, Э. В. Боцвадзе, И. М. Буниатова ; под общ. ред. В. Г. Бочоришвили. – Тбилиси : Мецниереба, 1988. – 170 с.

## Нагороди
- орден «Трудового Червоного Прапора»
- орден Ілларіона Картвелі
- медаль «50 років збройних сил СРСР»
- медаль «За доблесну працю»
- лауреат Державної премії ГРСР «За створення нової, раніше не існуючої ефективної протисепсисної організації в галузі охорони здоров’я»